# Griedge Mbock
Griedge Yinda Colette Mbock Bathy Nka (ur. 26 lutego 1995 w Breście) – francuska piłkarka, występująca na pozycji środkowej obrończyni we francuskim klubie Olympique Lyon oraz reprezentacji Francji.

## Życie prywatne
Jest starszą siostrą Hianga’a Mbock, piłkarza SM Caen.